# Stefan Pfister

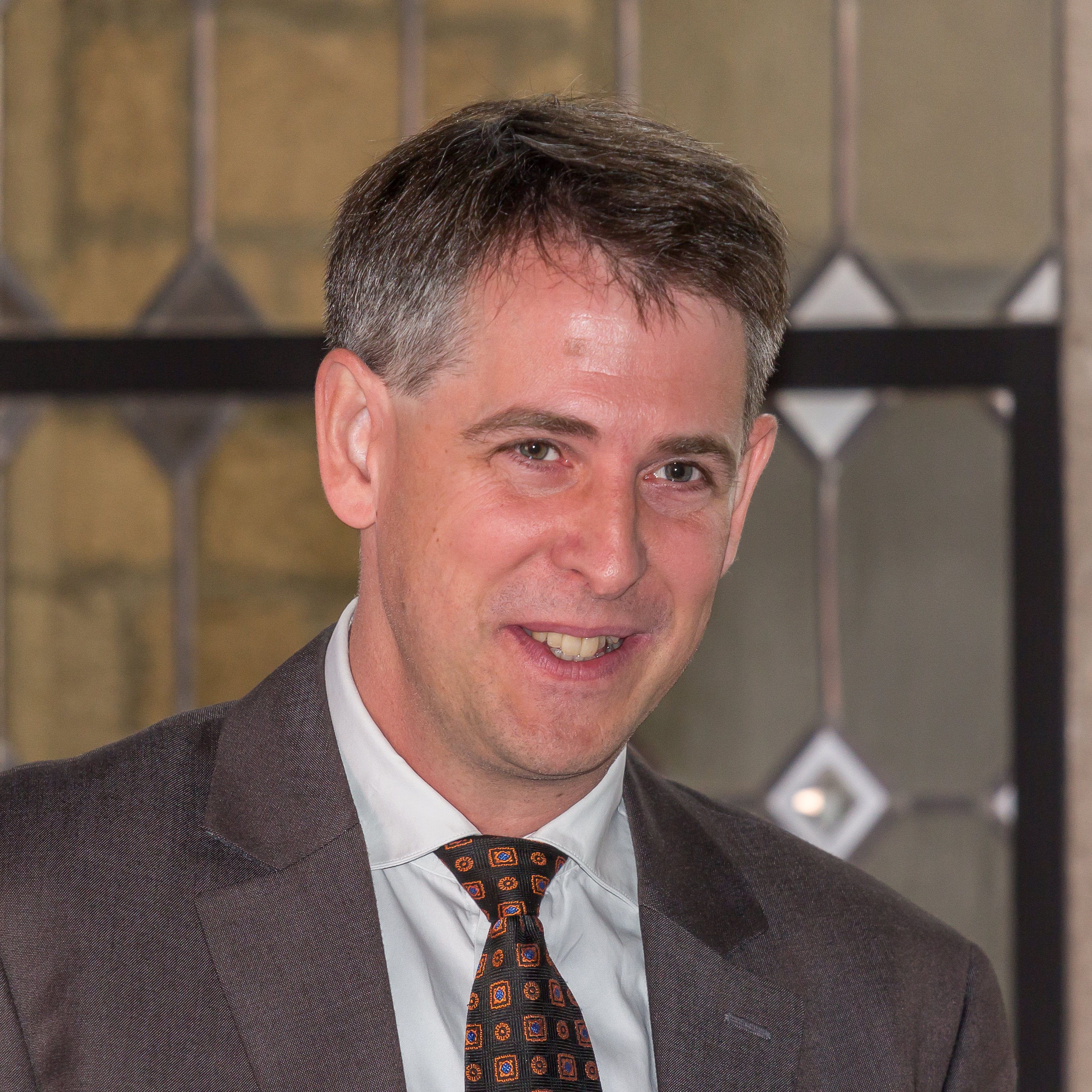
Stefan M. Pfister, 2016

Stefan Michael Pfister (* 7. Juni 1974 in Tübingen) ist ein deutscher Molekularbiologe und Onkologe (Kinderonkologie, Neuroonkologie) am Deutschen Krebsforschungszentrum (DKFZ) in Heidelberg. Er gilt als Experte für kindliche Hirntumoren und als Vertreter einer translationalen Medizin.

## Leben und Wirken
Pfister studierte zwischen 1994 und 2002 in Hamburg und Tübingen Medizin. Seine Dissertation  Regulation und Funktion von Mitgliedern der TNF-α-Familie bei Doxorubicin-induzierter Apoptose und bei einem Patienten mit einem lymphoproliferativen Syndrom schrieb er bei Gernot Bruchelt in der Abteilung Pädiatrische Hämatologie und Onkologie am Universitätskinderklinikum Tübingen. Als Postdoktorand arbeitete er in der Abteilung Tumorimmunologie am Dana-Farber Cancer Institute in Boston, Massachusetts, und in der Abteilung Molekulare Genetik am DKFZ in Heidelberg. Hier ist er seit 2006 Arbeitsgruppenleiter der Forschungsgruppe „Molekulargenetik Kindlicher Hirntumoren“. Seine Facharztausbildung in Pädiatrie absolvierte Pfister an der Universitätsmedizin Mannheim und am Universitätsklinikum Heidelberg, die Facharztprüfung absolvierte er 2010.
2010 habilitierte sich Pfister für das Fach Kinderheilkunde. Seit 2012 ist er Leiter der Abteilung Pädiatrische Neuroonkologie am DKFZ. Seit 2014 hat er eine Professur für Kinderonkologie am Universitätsklinikum Heidelberg. 2015 erwarb Pfister noch einen Master in Management. Seit 2016 ist er Direktor des Präklinischen Programms am Hopp-Kindertumorzentrum Heidelberg (KiTZ).
Pfister und Mitarbeiter analysieren die Genetik und Epigenetik der häufigsten Hirntumoren beim Kind (darunter das niedriggradige Astrozytoms, das Medulloblastom und das Ependymom). Hier konnten sie Biomarker für Verlauf und Therapieansprechen entwickeln. Ihre methylierungs-basierte Tumorklassifikation findet Eingang in die WHO-Klassifikation der Tumoren des zentralen Nervensystems.
Ziel der Forschung Pfisters ist unter anderem die Behandlung im Sinne einer personalisierten Krebstherapie. Pfisters Ergebnisse führen auch zur Verbesserung der Behandlung von Hirntumoren bei Erwachsenen. Pfister hat laut Google Scholar einen h-Index von 149, in der Datenbank Scopus einen von 134 (Stand jeweils September 2024).
Pfister ist verheiratet und hat zwei Kinder.

## Auszeichnungen (Auswahl)
- 2013 Deutscher Krebspreis[5]
- 2016 Zülch-Preis[6]
- 2020 Léopold-Griffuel-Preis[7][8]
- 2020 Mitglied der Leopoldina[9]
- 2022 Mitglied der European Molecular Biology Organization (EMBO)[10]
- 2022 Landesforschungspreis Baden-Württemberg[11]
- 2023 Gottfried Wilhelm Leibniz-Preis